# جان ماري كليمنت
جان ماري كليمنت (بالفرنسية: Jean-Marie-Bernard Clément)‏ (و. 1742 – 1812 م) هو لغوي، وصحفي، ومترجم، وكاتب، وناقد أدبي، وكاتب مسرحي فرنسي، ولد في ديجون، توفي في باريس، عن عمر يناهز 70 عاماً.